# Association des ingénieurs de Montefiore
Pour les articles homonymes, voir AIM.
L'association des diplômés de l'Institut Montefiore (AIM) de l'Université de Liège, en Belgique, fondée en 1886 par Georges Montefiore, rassemble les ingénieurs diplômés de cet institut et organise diverses manifestations scientifiques.
Son siège est situé à Liège (Belgique), mais ses manifestations sont organisées dans toute l'Europe, voire dans le monde entier.
L'AIM organise tous les 4 ans le Congrès International des Réseaux Electriques de Distribution (CIRED).

## Prix & Récompenses
L’A.I.M. organise  des prix et concours scientifiques dans le but d’encourager la recherche scientifique et de promouvoir des travaux originaux.
Prix AIM aux meilleurs TFEs
Les prix AIM aux meilleurs travaux de fin d’étude sont remis chaque année. Un prix de 400 euros est remis par section de l’Institut Montefiore dont le cursus est très lié à l’Institut : Ingénieur en électricité, Ingénieur en électromécanique, Ingénieur en biomédical, Ingénieur en physique, Ingénieur et Master en informatique, Ingénieur et Master en science des données.
En 2022, la FABI ayant accordé un prix d’un montant de 750 euros, l’AIM a décidé de le partager entre tous les lauréats. Le montant des prix 2022 est donc exceptionnellement de 500 euros.
Prix AIM à la meilleure thèse
Le concours international George Montefiore, institué par notre fondateur, récompensait tous les cinq ans un travail exceptionnel réalisé dans un domaine choisi parmi les spécialités enseignées à l’Institut Montefiore.
Pendant de nombreuses années, ce prix comptait véritablement dans le monde de l’électrotechnique.
En 2014, face à la globalisation et à l’évolution des sciences de l’ingénieur, l’AIM a décidé de faire évoluer ce prix et a créé un prix annuel à la meilleure thèse défendue à l’Institut Montefiore.
Ce prix distingue une thèse de doctorat défendue dans l’année écoulée à l’Institut Montefiore. Le Collège Doctoral de l’Institut sélectionne, parmi les thèses candidates, les trois thèses qui présentent le plus haut intérêt scientifique. L’AIM, dans le cadre de son prix, entend mettre en valeur l’aspect sociétal et les implications industrielles du contenu de la thèse. C’est dans cet esprit qu’elle désigne la meilleure thèse.
Ce prix d’un montant de 3500 euros a été remis pour la première fois en 2015.

### Liste des lauréats
| Année | Titre de la thése                                                                                       | Lauréat            |
| ----- | --- | ------------------ |
| 2015  | Understanding Random Forests : From Theory to Practice                                                  | Gilles Louppe      |
| 2016  | Indirect quadrangular mesh generation and validation of curved finite elements                          | Amaury Johnen      |
| 2017  | Active Network Management for Electrical Distribution Systems                                           | Quentin Gemine     |
| 2018  | Droplet Microfluidics for single-cell manipulation                                                      | Stephanie Van Loo  |
| 2019  | Local and centralized control of multi-terminal DC grids for secure operation of combined AC/DC systems | Lampros Papangelis |
| 2020  | Motion-aware temporal median filtering for robust background estimation                                 | Benjamin Laugraud  |
| 2021  | Reduced-order modelling of active distribution networks for large-disturbance simulations               | Gilles Chaspierre  |
| 2022  | Numerical investigation of the magnetic field distributions in structured superconducting film systems  | Loïc Burger        |
| 2023  | Inductive Bias In Deep Probabilistic Modelling                                                          | Antoine Wehenkel   |